# Річардсон Гітчинс
Річардсон Гітчинс (англ. Richardson Hitchins; 26 вересня 1997) — американський професійний боксер, чемпіон світу за версією IBF (2024) у першій напівсередній вазі.

## Професіональна кар'єра
Дебютував на професійному рингу 4 березня 2017 року.
23 вересня 2023 року здобув перемогу одностайним рішенням суддів над Хосе Сепедою (США).
6 квітня 2024 року в елімінаторі IBF у першій напівсередній вазі здобув перемогу одностайним рішенням суддів над аргентинцем Густаво Лемосом.
7 грудня 2024 року в бою проти австралійця Ліама Паро розділеним рішенням суддів завоював титул чемпіона IBF у першій напівсередній вазі.